# Goodbye Yellow Brick Road
Goodbye Yellow Brick Road es el séptimo álbum de estudio del cantautor británico Elton John, publicado en 1973 por DJM Records. El disco ha vendido más de treinta millones de copias en todo el mundo y es considerado la obra más importante del músico. Entre las diecisiete canciones que contiene destacan «Candle in the Wind», «Goodbye Yellow Brick Road», «Saturday Night's Alright for Fighting» y el sencillo número uno en los Estados Unidos «Bennie and the Jets».
Fue grabado en el Studio d'enregistrement Michel Magne, ubicado en el Castillo de Hérouville, Francia, donde John había grabado previamente los álbumes Honky Château y Don't Shoot Me, I'm Only the Piano Player. Debido a la gran cantidad de material escrito, se decidió convertir a Goodbye Yellow Brick Road en un disco doble, el primero en la carrera de Elton John. 
En 2020 fue ubicado en la posición número 112 de la lista de los 500 mejores álbumes de todos los tiempos según la revista Rolling Stone, y en 2009 ocupó la quincuagésima novena casilla en el listado de los 100 mejores álbumes, elaborado por la cadena británica Channel 4. En 2003 el álbum fue presentado en el Salón de la Fama de los Premios Grammy, y dos años después apareció en el libro 1001 discos que hay que escuchar antes de morir de Universe Publishing.

## Producción
Bajo los títulos provisionales de Vodka and Tonics y Silent Movies, Talking Pictures, Bernie Taupin escribió la letra en dos semanas y media, y John compuso la mayor parte de la música en tres días mientras se alojaba en el Hotel Pink Flamingo en Kingston, Jamaica. John había querido ir a Jamaica, en parte porque los Rolling Stones acababan de grabar allí Goats Head Soup.
La producción del álbum se inició en Jamaica en enero de 1973, pero debido a dificultades con el sistema de sonido y el piano de estudio, problemas logísticos derivados del combate de boxeo Joe Frazier-George Foreman en Kingston y protestas por la situación política y económica en el país, la banda decidió mudarse antes de que no se hiciera ningún trabajo productivo.
Goodbye Yellow Brick Road se grabó en dos semanas en el Studio d'enregistrement Michel Magne, en el Château d'Hérouville cerca de Pontoise, Francia, donde John había grabado anteriormente los álbumes de Honky Château y Don't Shoot Me I'm Only the Piano Player. Si bien se grabó una versión de "Saturday Night's Alright for Fighting" en Jamaica, esa grabación se descartó; la versión lanzada de la canción provino de las sesiones en el Château.
Según el productor del álbum, Gus Dudgeon, el álbum no fue planeado como una colección de dos discos. John y Taupin compusieron un total de 22 pistas para el álbum, de las cuales se usaron 18 (contando "Funeral for a Friend" y "Love Lies Bleeding" como dos pistas distintas), lo suficiente como para que se lanzara como un álbum doble. A través de la metáfora cinematográfica, el álbum se basa en la nostalgia por una infancia y una cultura dejadas en el pasado. Las pistas incluyen "Bennie and the Jets", "Goodbye Yellow Brick Road", "Funeral for a Friend/Love Lies Bleeding" de 11 minutos y el tributo a Marilyn Monroe "Candle in the Wind". "Saturday Night's Alright for Fighting" se inspiró en los recuerdos de un pub llamado Market Rasen que Taupin frecuentaba cuando era más joven. "Grey Seal", anteriormente la cara B del sencillo de 1970 "Rock and Roll Madonna", fue regrabado para el álbum.
"Harmony", la pista final del álbum, se consideró como un cuarto sencillo, pero no se publicó en ese momento porque la longevidad del álbum y sus sencillos en las listas lo acercó demasiado a los próximos lanzamientos de Caribou y los sencillos que lo acompañan. Sin embargo, se usó como cara B del lanzamiento estadounidense del sencillo "Bennie and the Jets" y fue popular en las listas de reproducción de FM del día, especialmente en WBZ-FM en Boston, cuya lista de los 40 principales permitió la inclusión. de cortes de LP y lados B votados por los oyentes. "Harmony" pasó tres semanas en el no. 1 en la lista de WBZ-FM en junio de 1974 y ocupó el puesto no. 6 del año, con "Bennie and the Jets" en el no. 1 y "Don't Let the Sun Go Down on Me" detrás de "Harmony" en el no. 7. "Harmony" se lanzó como sencillo en Gran Bretaña en 1980, aunque no llegó a las listas de éxitos.

## Recepción

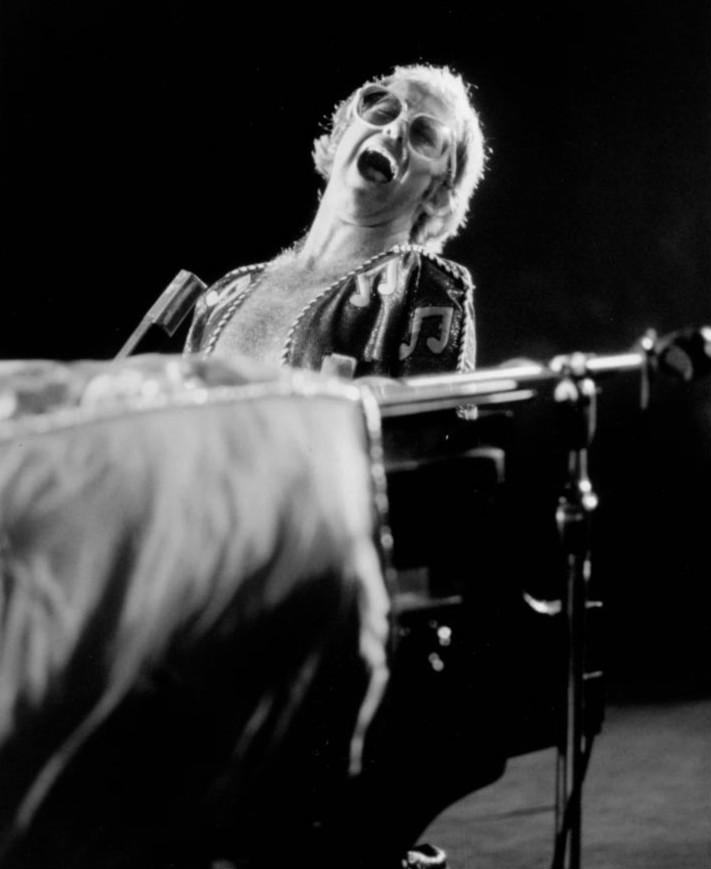
Elton John en 1974

El álbum fue lanzado el 5 de octubre de 1973 como un LP doble, con una portada del ilustrador Ian Beck que representa a John entrando en un póster. Debutó en el no. 17 en el Billboard 200 y rápidamente ascendió al no. 1 en su cuarta semana en la lista, donde permaneció durante ocho semanas consecutivas. Fue el álbum más vendido en los Estados Unidos en 1974. El álbum fue precedido por su sencillo principal, "Saturday Night's Alright for Fighting", que alcanzó el no. 7 en el Reino Unido y no. 12 en los EE. UU. Su siguiente sencillo, "Goodbye Yellow Brick Road", alcanzó el no. 6 en el Reino Unido y no. 2 en los EE. UU. "Bennie and the Jets" se lanzó como sencillo en los EE. UU. y encabezó el Billboard Hot 100 durante una semana en 1974. Y su último sencillo, "Candle in the Wind", lanzado en el Reino Unido, alcanzó no. 11.
El LP original de 1973, cuando se lanzó en CD, se lanzó en dos discos, mientras que las remasterizaciones en CD de 1992 y 1995 pusieron el álbum en un solo disco, ya que duró poco menos de 80 minutos. La edición del 30 aniversario siguió el formato original, dividiendo el álbum en dos discos para permitir la inclusión de las pistas adicionales, mientras que también se incluyó un DVD sobre la creación del álbum. El álbum también ha sido lanzado por Mobile Fidelity como un solo disco CD de oro de 24 quilates. El álbum (que incluye los cuatro bonus tracks) se lanzó en SACD (2003), DVD-Audio (2004) y Blu-ray Audio (2014). Estos lanzamientos de alta resolución incluyeron las mezclas estéreo originales, así como remixes 5.1 producidos y diseñados por Greg Penny.
Goodbye Yellow Brick Road es ampliamente considerado como el mejor álbum de John y es uno de los más populares; además de ser su álbum de estudio más vendido.
En los EE. UU., Fue certificado de oro el 12 de octubre de 1973 (solo unos días después del lanzamiento), platino x5 en marzo de 1993 y, finalmente, platino x8 en febrero de 2014 por la RIAA.

### Legado
En 2003, el álbum fue incluido en el Salón de la Fama de los Grammy. El álbum también se incluyó en el libro "1001 discos que hay que escuchar antes de morir".
En 2003 y 2012, el álbum ocupó el puesto 91 en la lista de la revista Rolling Stone de los 500 mejores álbumes de todos los tiempos y volvió a ocupar el puesto 112 en una lista revisada de 2020. También ocupó el puesto 59.º en la lista de los 100 mejores álbumes de Channel 4 de 2009.
Según Acclaimed Music, es el 150.º álbum más célebre en la historia de la música popular.

## Lista de canciones

### Edición original
Todas las letras escritas por Elton John and Bernie Taupin.
| Lado uno |                                           |          |  |
| N.º      | Título                                    | Duración |  |
| 1.       | «Funeral for a Friend/Love Lies Bleeding» | 11:09    |  |
| 2.       | «Candle in the Wind»                      | 3:50     |  |
| 3.       | «Bennie and the Jets»                     | 5:23     |  |

| Lado dos |                             |          |  |
| N.º      | Título                      | Duración |  |
| 1.       | «Goodbye Yellow Brick Road» | 3:13     |  |
| 2.       | «This Song Has No Title»    | 2:23     |  |
| 3.       | «Grey Seal»                 | 4:00     |  |
| 4.       | «Jamaica Jerk-Off»          | 3:39     |  |
| 5.       | «I've Seen That Movie Too»  | 5:59     |  |

| Lado tres |                                        |          |  |
| N.º       | Título                                 | Duración |  |
| 1.        | «Sweet Painted Lady»                   | 3:54     |  |
| 2.        | «The Ballad of Danny Bailey (1909–34)» | 4:23     |  |
| 3.        | «Dirty Little Girl»                    | 5:00     |  |
| 4.        | «All the Girls Love Alice»             | 5:09     |  |

| Lado cuatro |                                                      |          |  |
| N.º         | Título                                               | Duración |  |
| 1.          | «Your Sister Can't Twist (But She Can Rock 'n Roll)» | 2:42     |  |
| 2.          | «Saturday Night's Alright for Fighting»              | 4:57     |  |
| 3.          | «Roy Rogers»                                         | 4:07     |  |
| 4.          | «Social Disease»                                     | 3:42     |  |
| 5.          | «Harmony»                                            | 2:46     |  |
| 76:20       |                                                      |          |  |

Fuente:

### Edición de lujo por el trigésimo aniversario (2003)
| Disco uno |                                           |          |  |
| N.º       | Título                                    | Duración |  |
| 1.        | «Funeral for a Friend/Love Lies Bleeding» | 11:09    |  |
| 2.        | «Candle in the Wind»                      | 3:50     |  |
| 3.        | «Bennie and the Jets»                     | 5:23     |  |
| 4.        | «Goodbye Yellow Brick Road»               | 3:13     |  |
| 5.        | «This Song Has No Title»                  | 2:23     |  |
| 6.        | «Grey Seal»                               | 4:00     |  |
| 7.        | «Jamaica Jerk-Off»                        | 3:39     |  |
| 8.        | «I've Seen That Movie Too»                | 5:59     |  |
| 38:16     |                                           |          |  |

| Disco dos | |          |  |
| N.º       | Título                                                                                              | Duración |  |
| 1.        | «Sweet Painted Lady»                                                                                | 3:54     |  |
| 2.        | «The Ballad of Danny Bailey (1909–34)»                                                              | 4:23     |  |
| 3.        | «Dirty Little Girl»                                                                                 | 5:00     |  |
| 4.        | «All the Girls Love Alice»                                                                          | 5:09     |  |
| 5.        | «Your Sister Can't Twist (But She Can Rock 'n Roll)»                                                | 2:42     |  |
| 6.        | «Saturday Night's Alright for Fighting»                                                             | 4:57     |  |
| 7.        | «Roy Rogers»                                                                                        | 4:07     |  |
| 8.        | «Social Disease»                                                                                    | 3:42     |  |
| 9.        | «Harmony»                                                                                           | 2:46     |  |
| 10.       | «Whenever You're Ready (We'll Go Steady Again)» (Lado B de «Saturday Night's Alright for Fighting») | 2:52     |  |
| 11.       | «Jack Rabbit» (Lado B de «Saturday Night's Alright for Fighting»)                                   | 1:50     |  |
| 12.       | «Screw You (Young Man's Blues)» (Lado B de «Goodbye Yellow Brick Road»)                             | 4:42     |  |
| 13.       | «Candle in the Wind» (Remix acústico de Greg Penny)                                                 | 3:51     |  |
| 46:75     | |          |  |

Fuente:

### Edición de lujo por el cuadragésimo aniversario (2014)
| Disco uno |                                                      |          |  |
| N.º       | Título                                               | Duración |  |
| 1.        | «Funeral for a Friend/Love Lies Bleeding»            | 11:09    |  |
| 2.        | «Candle in the Wind»                                 | 3:50     |  |
| 3.        | «Bennie and the Jets»                                | 5:23     |  |
| 4.        | «Goodbye Yellow Brick Road»                          | 3:13     |  |
| 5.        | «This Song Has No Title»                             | 2:23     |  |
| 6.        | «Grey Seal»                                          | 4:00     |  |
| 7.        | «Jamaica Jerk-Off»                                   | 3:39     |  |
| 8.        | «I've Seen That Movie Too»                           | 5:59     |  |
| 9.        | «Sweet Painted Lady»                                 | 3:54     |  |
| 10.       | «The Ballad of Danny Bailey (1909–34)»               | 4:23     |  |
| 11.       | «Dirty Little Girl»                                  | 5:00     |  |
| 12.       | «All the Girls Love Alice»                           | 5:09     |  |
| 13.       | «Your Sister Can't Twist (But She Can Rock 'n Roll)» | 2:42     |  |
| 14.       | «Saturday Night's Alright for Fighting»              | 4:57     |  |
| 15.       | «Roy Rogers»                                         | 4:07     |  |
| 16.       | «Social Disease»                                     | 3:42     |  |
| 17.       | «Harmony»                                            | 2:46     |  |
| 76:20     |                                                      |          |  |

| Disco dos – Goodbye Yellow Brick Road: Revisited & Beyond |                                                                    |                 |          |  |
| N.º                                                       | Título                                                             | Intérprete      | Duración |  |
| 1.                                                        | «Candle in the Wind»                                               | Ed Sheeran      | 3:19     |  |
| 2.                                                        | «Bennie and the Jets»                                              | Miguel con Wale | 5:09     |  |
| 3.                                                        | «Goodbye Yellow Brick Road»                                        | Hunter Hayes    | 3:07     |  |
| 4.                                                        | «Grey Seal»                                                        | The Band Perry  | 3:38     |  |
| 5.                                                        | «Sweet Painted Lady»                                               | John Grant      | 3:56     |  |
| 6.                                                        | «All the Girls Love Alice»                                         | Emeli Sandé     | 3:34     |  |
| 7.                                                        | «Your Sister Can't Twist (But She Can Rock 'n Roll)»               | Imelda May      | 2:49     |  |
| 8.                                                        | «Saturday Night's Alright for Fighting»                            | Fall Out Boy    | 3:43     |  |
| 9.                                                        | «Harmony»                                                          | Zac Brown Band  | 2:57     |  |
| 10.                                                       | «Candle in the Wind» (En vivo en el Hammersmith Odeon 1973)        |                 | 4:04     |  |
| 11.                                                       | «Goodbye Yellow Brick Road» (En vivo en el Hammersmith Odeon 1973) |                 | 3:07     |  |
| 12.                                                       | «All the Girls Love Alice» (En vivo en el Hammersmith Odeon 1973)  |                 | 7:18     |  |
| 13.                                                       | «Bennie and the Jets» (En vivo en el Hammersmith Odeon 1973)       |                 | 6:08     |  |
| 14.                                                       | «Rocket Man» (En vivo en el Hammersmith Odeon 1973)                |                 | 4:55     |  |
| 15.                                                       | «Daniel» (En vivo en el Hammersmith Odeon 1973)                    |                 | 4:16     |  |
| 16.                                                       | «Honky Cat» (En vivo en el Hammersmith Odeon 1973)                 |                 | 7:15     |  |
| 17.                                                       | «Crocodile Rock» (En vivo en el Hammersmith Odeon 1973)            |                 | 3:55     |  |
| 18.                                                       | «Your Song» (En vivo en el Hammersmith Odeon 1973)                 |                 | 4:08     |  |
| 77:18                                                     |                                                                    |                 |          |  |

Fuente:

### Súper edición de lujo por el cuadragésimo aniversario (2014)
| Disco uno |                                                      |          |  |
| N.º       | Título                                               | Duración |  |
| 1.        | «Funeral for a Friend/Love Lies Bleeding»            | 11:09    |  |
| 2.        | «Candle in the Wind»                                 | 3:50     |  |
| 3.        | «Bennie and the Jets»                                | 5:23     |  |
| 4.        | «Goodbye Yellow Brick Road»                          | 3:13     |  |
| 5.        | «This Song Has No Title»                             | 2:23     |  |
| 6.        | «Grey Seal»                                          | 4:00     |  |
| 7.        | «Jamaica Jerk-Off»                                   | 3:39     |  |
| 8.        | «I've Seen That Movie Too»                           | 5:59     |  |
| 9.        | «Sweet Painted Lady»                                 | 3:54     |  |
| 10.       | «The Ballad of Danny Bailey (1909–34)»               | 4:23     |  |
| 11.       | «Dirty Little Girl»                                  | 5:00     |  |
| 12.       | «All the Girls Love Alice»                           | 5:09     |  |
| 13.       | «Your Sister Can't Twist (But She Can Rock 'n Roll)» | 2:42     |  |
| 14.       | «Saturday Night's Alright for Fighting»              | 4:57     |  |
| 15.       | «Roy Rogers»                                         | 4:07     |  |
| 16.       | «Social Disease»                                     | 3:42     |  |
| 17.       | «Harmony»                                            | 2:46     |  |
| 76:20     |                                                      |          |  |

| Disco dos – Goodbye Yellow Brick Road: Revisited & Beyond | |                 |          |  |
| N.º                                                       | Título                                                                                              | Intérprete      | Duración |  |
| 1.                                                        | «Candle in the Wind»                                                                                | Ed Sheeran      | 3:19     |  |
| 2.                                                        | «Bennie and the Jets»                                                                               | Miguel con Wale | 5:09     |  |
| 3.                                                        | «Goodbye Yellow Brick Road»                                                                         | Hunter Hayes    | 3:07     |  |
| 4.                                                        | «Grey Seal»                                                                                         | The Band Perry  | 3:38     |  |
| 5.                                                        | «Sweet Painted Lady»                                                                                | John Grant      | 3:56     |  |
| 6.                                                        | «All the Girls Love Alice»                                                                          | Emeli Sandé     | 3:34     |  |
| 7.                                                        | «Your Sister Can't Twist (But She Can Rock 'n Roll)»                                                | Imelda May      | 2:49     |  |
| 8.                                                        | «Saturday Night's Alright for Fighting»                                                             | Fall Out Boy    | 3:43     |  |
| 9.                                                        | «Harmony»                                                                                           | Zac Brown Band  | 2:57     |  |
| 10.                                                       | «Grey Seal» (Demo)                                                                                  |                 | 3:20     |  |
| 11.                                                       | «Grey Seal» (Versión original de 1970)                                                              |                 | 3:37     |  |
| 12.                                                       | «Jack Rabbit» (Lado B de «Saturday Night's Alright for Fighting»)                                   |                 | 1:50     |  |
| 13.                                                       | «Whenever You're Ready (We'll Go Steady Again)» (Lado B de «Saturday Night's Alright for Fighting») |                 | 2:52     |  |
| 14.                                                       | «Screw You (Young Man's Blues)» (Lado B de «Goodbye Yellow Brick Road»)                             |                 | 4:42     |  |
| 15.                                                       | «Candle in the Wind» (Remix acústico de 2003 de Greg Penny)                                         |                 | 3:51     |  |
| 16.                                                       | «Step into Christmas»                                                                               |                 | 4:10     |  |
| 17.                                                       | «Ho! Ho! Ho! (Who'd Be a Turkey at Christmas)» (Lado B de «Step into Christmas»)                    |                 | 4:04     |  |
| 18.                                                       | «Philadelphia Freedom»                                                                              |                 | 5:21     |  |
| 19.                                                       | «Pinball Wizard» (compositor: Pete Townshend)                                                       |                 | 5:15     |  |
| 71:14                                                     | |                 |          |  |

| Disco tres – Live at Hammersmith Odeon 1973: Part 1 |                                           |          |  |
| N.º                                                 | Título                                    | Duración |  |
| 1.                                                  | «Funeral for a Friend/Love Lies Bleeding» | 11:52    |  |
| 2.                                                  | «Candle in the Wind»                      | 4:11     |  |
| 3.                                                  | «Hercules»                                | 9:16     |  |
| 4.                                                  | «Rocket Man»                              | 5:01     |  |
| 5.                                                  | «Bennie and the Jets»                     | 6:27     |  |
| 6.                                                  | «Daniel»                                  | 4:17     |  |
| 7.                                                  | «This Song Has No Title»                  | 2:57     |  |
| 8.                                                  | «Honky Cat»                               | 7:14     |  |
| 51:15                                               |                                           |          |  |

| Disco cuatro – Live at Hammersmith Odeon 1973: Part 2 |                                                             |          |  |
| N.º                                                   | Título                                                      | Duración |  |
| 1.                                                    | «Goodbye Yellow Brick Road»                                 | 3:22     |  |
| 2.                                                    | «The Ballad of Danny Bailey (1909–34)»                      | 6:14     |  |
| 3.                                                    | «Elderberry Wine»                                           | 6:23     |  |
| 4.                                                    | «Rudolph the Red-Nosed Reindeer» (compositor: Johnny Marks) | 1:15     |  |
| 5.                                                    | «I've Seen That Movie Too»                                  | 5:45     |  |
| 6.                                                    | «All the Girls Love Alice»                                  | 7:33     |  |
| 7.                                                    | «Crocodile Rock»                                            | 6:34     |  |
| 8.                                                    | «Your Song»                                                 | 4:29     |  |
| 9.                                                    | «Saturday Night's Alright for Fighting»                     | 8:22     |  |
| 49:57                                                 |                                                             |          |  |

| Disco cinco – Elton John & Bernie Taupin Say Goodbye to Norma Jean and Other Things (DVD) | |          |  |
| N.º                                                                                       | Título                                                                                               | Duración |  |
| 1.                                                                                        | «Elton John & Bernie Taupin Say Goodbye to Norma Jean and Other Things» (Documental de Bryan Forbes) | 45:00    |  |

Fuente:

## Personal
- Músicos:
  - Elton John – voz principal, piano acústico, piano eléctrico, órgano, órgano Farfisa, mellotron, piano Leslie
  - Dee Murray – bajo
  - Davey Johnstone – guitarra acústica, eléctrica, Leslie, slide and steel guitars, banjo
  - Nigel Olsson – batería
  - Ray Cooper – pandereta, congas.

- Músicos adicionales: 
  - Dee Murray, Davey Johnstone, Nigel Olsson – coros (pistas 1, 2, 4, 10, 13, 17).
  - Del Newman – arreglos de orquesta (pistas 4, 8, 9, 10, 15, 17).
  - Leroy Gomez – solo de saxofón en “Social Disease”.
  - David Hentschel – sintetizador A.R.P (pistas 1 y 12).
  - Kiki Dee – coros en “All the Girls Love Alice”.

## Producción
- Productor: Gus Dudgeon.
- Ingeniero: David Hentschel.
- Ingenieros asistentes: Peter Kelsey, Andy Scott.
- Encargado de la cinta de grabación: Barry Sage.
- Contratista de ópera: David Katz.
- Arreglista: Del Newman.
- Dirección artística: David Larkham, Michael Ross.
- Ilustraciones: David Larkham, Michael Ross, Ian Beck.
- Notas de línea: Gus Dudgeon, John Tobler.

Fuente:

## Posicionamiento en listas

### Posicionamiento semanal
| Lista                               | Posición |
| ----------------------------------- | -------- |
| Australia (ARIA)                    | 1        |
| Canadá (RPM)                        | 1        |
| Dinamarca (LFPI)                    | 4        |
| Finlandia (Suomen virallinen lista) | 26       |
| Alemania (Offizielle Top 100)       | 42       |
| Japón (Oricon Chart)                | 22       |
| Nueva Zelanda (RMNZ)                | 9        |
| Noruega (VG-lista)                  | 5        |
| España (El Musical)                 | 8        |
| Suiza (Radio Sweden)                | 7        |
| Reino Unido (UK Albums Chart)       | 1        |
| Estados Unidos (Billboard 200)      | 1        |
| Italia (Hit Parade)                 | 5        |

### Posicionamiento anual
| Lista                          | Posición máxima |
| ------------------------------ | --------------- |
| Australia (ARIA)               | 2               |
| Canadá (RPM)                   | 37              |
| Reino Unido (UK Albums Chart)  | 7               |
| Estados Unidos (Billboard 200) | 1               |

## Certificaciones
| Región                                    | Certificado | Unidades/ventas |
| ----------------------------------------- | ----------- | --------------- |
| Australian Recording Industry Association | Platino x3  | 210.000         |
| Recorded Music NZ                         | Platino     | 15.000          |
| British Phonographic Industry (1973)      | Platino     | 300.000         |
| British Phonographic Industry (2014)      | Platino x2  | 600.000         |
| Recording Industry Association of America | Platino x8  | 8.000.000       |